# Lliga catalana de bàsquet masculina 2000-2001
La Lliga Nacional Catalana 2000-01 fou la vint-i-una edició de la Lliga catalana de bàsquet. Se celebrà des del 8 fins al 12 d'octubre de 2000 al Palau Blaugrana, al Pavelló Olímpic de Badalona i al Palau d'Esports de Barcelona i fou organitzada per la Federació Catalana de Basquetbol. Hi participaren els equips catalans que competiren a la lliga ACB, el FC Barcelona, el Casademont Girona, el Club Joventut Badalona i el Bàsquet Manresa. El torneig es disputà en format de final a quatre, amb semifinals i final. Es proclamà campió el FC Barcelona, que aconseguí el seu desè títol de Lliga catalana, i l'escorta de club blaugrana, Juan Carlos Navarro, fou escollit MVP de la final.
La competició fou retransmesa en directe pel Canal 33.

## Quadre de competició
|  | Semifinals            | Semifinals      |                        |    | Final | Final |
|  |                       |                 |                        |    |       |       |
|  | 8 d'octubre 17:00 CET |                 |                        |    |       |       |
|  |                       |                 |                        |    |       |       |
|  | FC Barcelona          | 98              |                        |    |       |       |
|  | FC Barcelona          | 98              | 12 d'octubre 21:00 CET |    |       |       |
|  | Casademont Girona     | 92              |                        |    |       |       |
|  | Casademont Girona     | 92              | FC Barcelona           | 76 |       |       |
|  | 9 d'octubre CET       |                 | FC Barcelona           | 76 |       |       |
|  |                       | Bàsquet Manresa | 67                     |    |       |       |
|  | Joventut Badalona     | Bàsquet Manresa | 67                     | 75 |       |       |
|  | Joventut Badalona     |                 |                        | 75 |       |       |
|  | Bàsquet Manresa       | 90              |                        |    |       |       |
|  | Bàsquet Manresa       | 90              |                        |    |       |       |

## Semifinals

### FC Barcelona vs. Casademont Girona
A la primera semifinal, el FC Barcelona guanyà la primera semifinal guanyant a la pròrroga al Casademont Girona. Destacaren per part blaugrana, el base lituà Šarūnas Jasikevičius amb 19 punts i 13 assistències, i, per part gironina, el pivot americà Shorter, amb 23 punts i 9 rebots.
| 8 d'octubre de 2000 20:30 CET Informe | FC Barcelona                                                  | 98–92 | Casademont Girona                              | Palau Blaugrana, Barcelona Àrbitres: Martín Bertrán, Fernández i Galerón |
| 8 d'octubre de 2000 20:30 CET Informe | Pts: Jasikevicius 19 Rebs: Seikaly 13 Assist: Jasikevicius 13 |       | Pts: Shorter 23 Rebs: Shorter 9 Assist: Laso 9 | Palau Blaugrana, Barcelona Àrbitres: Martín Bertrán, Fernández i Galerón |

### Joventut Badalona vs Bàsquet Manresa
A la segona semifinal, el Bàsquet Manresa, de la lliga LEB, donà la sorpresa i eliminà el Joventut Badalona per 90 a 75. Individualment, destacà l'aler argentí Andrés Nocioni, amb 20 punts i 12 rebots, per part manresana, i Alex Mumbrú, amb 18 punts, per part badalonina.
| 9 d'octubre de 2000 20:30 CET Informe | Joventut Badalona                              | 75–90 | Bàsquet Manresa                                            | Pavelló Olímpic de Badalona, Badalona Àrbitres: Mitjana, Alzúria i Perea |
| 9 d'octubre de 2000 20:30 CET Informe | Pts: Mumbrú 18 Rebs: Kidd 13 Assist: Jofresa 4 |       | Pts: Nocioni 20 Rebs: Montas, Nocioni 12 Assist: Rutland 6 | Pavelló Olímpic de Badalona, Badalona Àrbitres: Mitjana, Alzúria i Perea |

## Final
El FC Barcelona i el Bàsquet Manresa, de la lliga LEB, disputaren la final de XXI Lliga catalana de bàsquet al Palau d'Esports de Barcelona. El partit fou igualat fins als darrers quatre minuts amb un resultat de 63 a 62. El club blaugrana realitzà un parcial de 13 a 5. Individualment, destacà l'escorta català Juan Carlos Navarro, amb 20 punts, que fou escollit MVP de la final. 
| 12 d'octubre de 2000 21:00 CET Informe | FC Barcelona                                         | 76–67 | Bàsquet Manresa                                                  | Palau d'Esports de Barcelona, Barcelona Àrbitres: Amorós, Guirao i Martínez |
| 12 d'octubre de 2000 21:00 CET Informe | Resultats per quarts: 22-20, 18-17, 19-13, 17-17     |       |                                                                  | Palau d'Esports de Barcelona, Barcelona Àrbitres: Amorós, Guirao i Martínez |
| 12 d'octubre de 2000 21:00 CET Informe | Pts: Navarro 20 Rebs: Elson 7 Assist: Jasikevicius 6 |       | Pts: Singla 15 Rebs: Singla 8 Assist: Holgado, Montas, Rutland 2 | Palau d'Esports de Barcelona, Barcelona Àrbitres: Amorós, Guirao i Martínez |

| FC Barcelona | Bàsquet Manresa |

| #                   | Pos.  | Jugador              | Pts | Rbs. | Ass. |
| ------------------- | ----- | -------------------- | --- | ---- | ---- |
| 5                   | B     | Nacho Rodríguez      | 5   | 3    | 1    |
| 6                   | P     | Rony Seikaly         | 9   | 4    | 0    |
| 7                   | E     | Rodrigo de la Fuente | 0   | 4    | 2    |
| 9                   | P     | Francisco Elson      | 12  | 7    | 0    |
| 10                  | E     | Alain Digbeu         | 3   | 2    | 0    |
| 11                  | E     | Juan Carlos Navarro  | 20  | 1    | 2    |
| 12                  | P     | Roberto Dueñas       | 3   | 3    | 0    |
| 13                  | B     | Šarūnas Jasikevičius | 6   | 2    | 6    |
| 14                  | P     | Efthimios Rentzias   | 11  | 3    | 0    |
| 16                  | A     | Pau Gasol            | 7   | 2    | 0    |
| Total               | Total | Total                | 76  | 31   | 11   |
| Entrenador          |       |                      |     |      |      |
| Aíto García Reneses |       |                      |     |      |      |

| Campió de la Lliga Catalana 2000-01 |
| ----------------------------------- |
| FC Barcelona Desè títol             |
| MVP                                 |
| Juan Carlos Navarro                 |

| #               | Pos.  | Jugador             | Pts | Rbs. | Ass. |
| --------------- | ----- | ------------------- | --- | ---- | ---- |
| 4               | P     | Carlos Ruf          | 0   | 0    | 0    |
| 5               | A     | Alejandro Burgos    | 3   | 1    | 0    |
| 6               | B     | Valentí Holgado     | 2   | 1    | 2    |
| 8               | B     | Ferran Laviña       | 10  | 4    | 1    |
| 9               | P     | Alexis Montas       | 6   | 5    | 2    |
| 11              | B     | Ronald Rutland      | 13  | 2    | 2    |
| 12              | A     | Andrés Nocioni      | 5   | 3    | 1    |
| 13              | A     | Francesc Sabaté     | 4   | 3    | 1    |
| 14              | P     | Demetrius Alexander | 9   | 2    | 0    |
| 15              | P     | Jordi Singla        | 15  | 8    | 0    |
| 16              | P     | Guillem Rubio       | N/D | N/D  | N/D  |
| 17              | B     | Rafael Martínez     | N/D | N/D  | N/D  |
| Total           | Total | Total               | 67  | 29   | 9    |
| Entrenador      |       |                     |     |      |      |
| Salva Maldonado |       |                     |     |      |      |